# پیومیوزیت
پیومیوزیت (انگلیسی: Pyomyositis) یا ماهیچه‌آماس چرکی نوعی ماهیچه‌آماس (میوزیت) است که بر اثر عفونت باکتریایی، بیشتر در نواحی گرمسیری، ایجاد می‌شود.
پیومیوزیت یک عفونت حاد چرک‌زای عضلات - معمولاً ماهیچه‌های سرینی (گلوتئال)، چهار سر یا ساق - می‌باشد که اکثراً در مناطق گرمسیری و به‌دنبال فعالیت عضلانی شدید ایجاد می‌شود.
شایع‌ترین فرم ماهیچه‌آماس چرکی، که معمولاً در اثر استافیلوکوک طلائی ایجاد می‌شود، به آرامی با درد موضعی و به‌دنبال آن، تب، تورم و تشکیل آبسه، آغاز می‌گردد. یک نوع حاد که معمولاً در اثر استرپتوکوک می‌باشد، می‌تواند ظرف چند ساعت یا چند روز پیشرفت کند و شبیه عفونت با سازواره‌های کلوستریدیایی که تشکیل گاز نمی‌دهند، می‌باشد.
محل شایع ورود باکتری، یک جراحت موضعی می‌باشد ولی احتمال گسترش عفونت از راه خون به‌سمت ماهیچهٔ خسته یا مجروح نیز وجود دارد. از آنجا که عفونی‌شدن ماهیچهٔ سالم بسیار مشکل است، احتمال یک سری شرایط یا اتفاقات مستعدکننده وجود دارد.
درمان فوری می‌تواند از تشکیل دُمَل (آبسه) جلوگیری نماید، اما در فرم حاد معمولاً درناژ جراحی لازم است. تأخیر در جراحی می‌تواند منجر به از دست‌دادن اندام یا حتی مرگ در اثر گندخونی (سپسیس) شود.